# Lesná (powiat Pelhřimov)
Lesná – gmina w Czechach, w powiecie Pelhřimov, w kraju Wysoczyna.
1 stycznia 2017 gminę zamieszkiwało 70 osób, a ich średni wiek wynosił 40,3 roku.